# Forcipomyia lignarius
Forcipomyia lignarius är en tvåvingeart som beskrevs av Debenham 1987. Forcipomyia lignarius ingår i släktet Forcipomyia och familjen svidknott. Inga underarter finns listade i Catalogue of Life.